# Campionato mondiale di calcio 1982
Il Campionato mondiale di calcio FIFA 1982 o Coppa del Mondo FIFA 1982 (in spagnolo: Copa Mundial de la FIFA 1982, in inglese: 1982 FIFA World Cup), noto anche come Spagna 1982, è stata la dodicesima edizione della massima competizione per nazionali di calcio maschili maggiori delle federazioni sportive affiliate alla FIFA.
Fu il primo campionato mondiale in cui le squadre partecipanti furono portate da sedici a ventiquattro, ed è tuttora il mondiale ospitato da un'unica nazione che ha visto impiegato il maggior numero di stadi, ossia diciassette. Si svolse in Spagna dal 13 giugno all'11 luglio 1982 e fu vinto dall'Italia, che sconfisse 3-1 la Germania Ovest in finale e conquistò il suo terzo titolo mondiale.

## Assegnazione
Il 6 luglio 1966, a Londra, la FIFA assegnò l'organizzazione del Mondiale 1982 alla Spagna. Nello stesso congresso furono assegnate anche le sedi delle due precedenti edizioni, quella del 1974 in Germania e del 1978 in Argentina.

## Formula

### Generalità

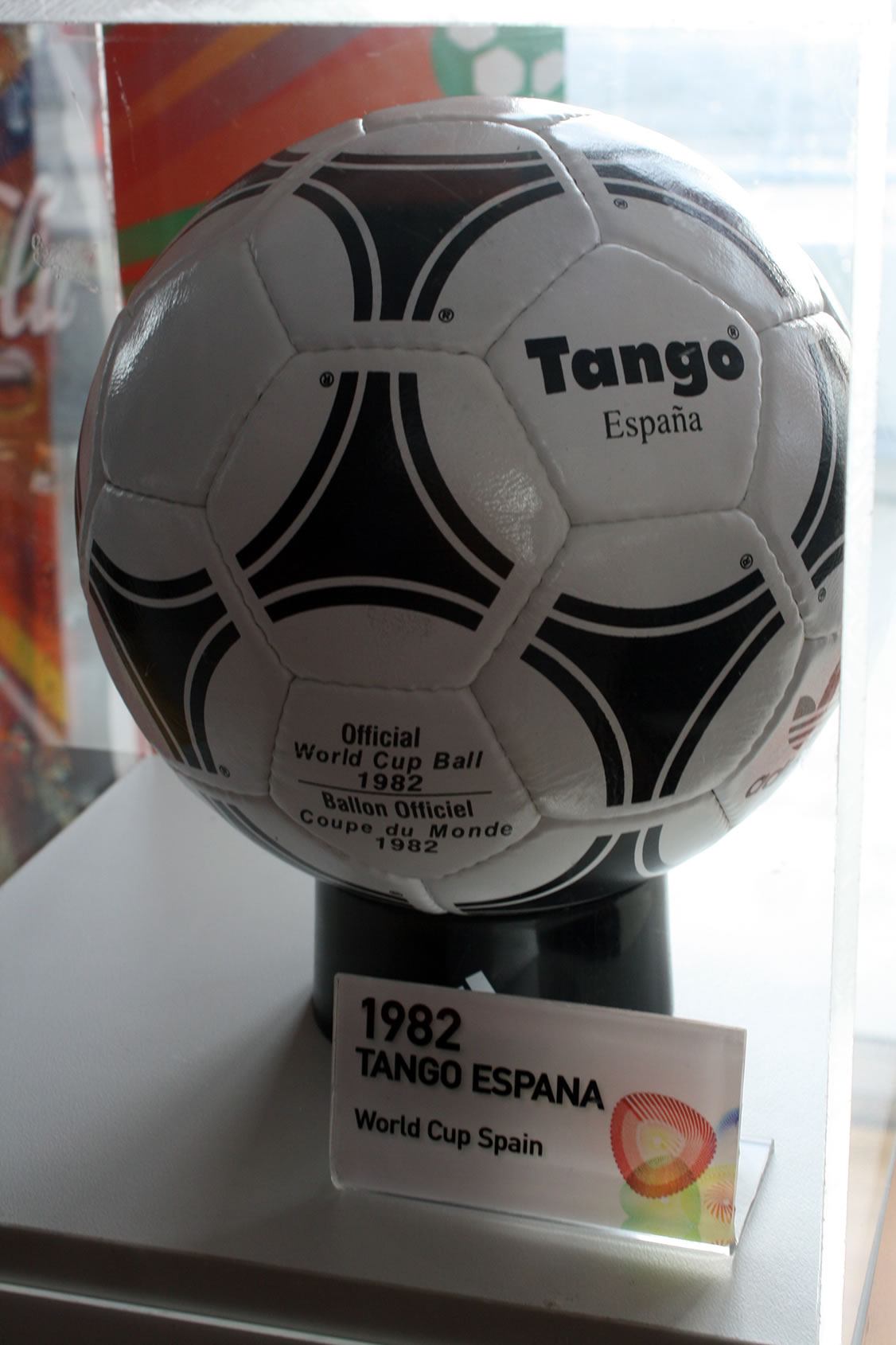
Tango España, pallone ufficiale di Spagna '82

Per la prima volta nella sua storia, il torneo accolse otto formazioni in più rispetto alle edizioni precedenti, arrivando a ventiquattro squadre.
Il torneo prevedeva due fasi eliminatorie a gironi (chiamati "gruppi"), la seconda prevista con dodici nazionali in quattro gironi da tre ciascuno, e una fase finale a eliminazione diretta, con semifinali, finale per il terzo posto e finale per il primo posto. Fu inoltre l'ultima edizione nella storia del mondiale che, nella finale per l'assegnazione del titolo, in caso di parità dopo i tempi supplementari avrebbe previsto la ripetizione della partita (eventualità mai verificatasi) e non l'immediato ricorso ai tiri di rigore.

### Prima fase a gironi
La prima fase prevedeva sei gironi all'italiana di quattro squadre ciascuno. La composizione venne decisa con un sorteggio pilotato, che prevedeva l'adozione di quattro fasce di sei squadre ciascuna. Ogni girone sarebbe stato così composto da una squadra proveniente da ciascuna fascia. A differenza delle edizioni precedenti non fu utilizzato, quale criterio geografico, la divisione delle nazionali del vecchio continente in Europa occidentale e orientale.
Le quattro fasce furono così individuate:
- Teste di serie: Paese organizzatore e tutte le Federazioni che avevano vinto almeno una volta la Coppa del Mondo.
- Fascia 1: Federazioni europee classificabili come squadre di ampia forza.
- Fascia 2: Federazioni europee classificabili come squadre di media forza e le restanti federazioni sudamericane.
- Fascia 3: Federazioni dell'area africana, nordamericana, asiatica, oceaniana.

| Teste di serie | Fascia 1         | Fascia 2         | Fascia 3      |
| -------------- | ---------------- | ---------------- | ------------- |
| Spagna         | Austria          | Belgio           | Algeria       |
| Germania Ovest | Cecoslovacchia   | Francia          | Camerun       |
| Inghilterra    | Jugoslavia       | Irlanda del Nord | El Salvador   |
| Italia         | Polonia          | Scozia           | Honduras      |
| Argentina      | Ungheria         | Cile             | Kuwait        |
| Brasile        | Unione Sovietica | Perù             | Nuova Zelanda |

Le teste di serie vennero assegnate a tavolino ai rispettivi gruppi: all'Italia spettò il gruppo 1, alla Germania Ovest il gruppo 2, all'Argentina il gruppo 3, all'Inghilterra il gruppo 4, alla Spagna il gruppo 5 e al Brasile il gruppo 6.
Il sorteggio proseguì per ordine di fascia: la prima estratta sarebbe stata inserita nel gruppo 3 e a seguire le squadre vennero inserite nei gruppi dall'1 al 6 per ordine di estrazione. Venne tuttavia stabilito che Cile e Perù non sarebbero state inserite nei gruppi 3 e 6, per evitare che due formazioni sudamericane si incontrassero già nella prima fase. Questo causò qualche disguido al momento del sorteggio poiché Belgio e Scozia vennero inserite erroneamente nei gruppi con Italia e Argentina.
| Gruppo 1       | Gruppo 2         | Gruppo 3         |
| -------------- | ---------------- | ---------------- |
| Italia         | Germania Ovest   | Argentina        |
| Polonia        | Austria          | Ungheria         |
| Perù           | Cile             | Belgio           |
| Camerun        | Algeria          | El Salvador      |
| Gruppo 4       | Gruppo 5         | Gruppo 6         |
| Inghilterra    | Spagna           | Brasile          |
| Cecoslovacchia | Jugoslavia       | Unione Sovietica |
| Francia        | Irlanda del Nord | Scozia           |
| Kuwait         | Honduras         | Nuova Zelanda    |

A ogni gruppo corrispondevano due città, di cui una riservata alla testa di serie (evidenziato in corsivo): questa regola sarà applicata anche al campionato del mondo 1990.
- Gruppo 1: Vigo e La Coruña.
- Gruppo 2: Gijón e Oviedo.
- Gruppo 3: Alicante ed Elche.
- Gruppo 4: Bilbao e Valladolid.
- Gruppo 5: Valencia e Saragozza.
- Gruppo 6: Siviglia e Malaga.

Passavano alla seconda fase a gironi le prime due classificate di ogni gruppo. In caso di parità di punti, valeva il criterio della miglior differenza reti; in caso di ulteriore parità si considerava il maggior numero di gol segnati e, in caso di parità anche di goal fatti, si sarebbe proceduto al sorteggio.

### Seconda fase a gironi
La seconda fase doveva ridurre il numero di squadre da 12 a 4; per questo fu deciso di formare quattro gironi all'italiana di tre squadre ciascuno, con tre partite per girone e facendo passare alle semifinali solo la prima classificata di ciascun girone. Nelle successive edizioni a ventiquattro squadre (1986, 1990 e 1994) tali gironi, formati due da una prima classificata e due seconde e due da due prime e una seconda, non saranno più presenti, ma si procederà con l'eliminazione diretta a partire dagli ottavi di finale, qualificandosi alla seconda fase le prime due classificate di ciascun gruppo più le migliori quattro terze, anche se saranno giocate, nella prima fase, trentasei partite per eliminare solamente otto squadre. Ciascuno dei gironi fu giocato in uno stadio assegnato e la composizione era la seguente:
- Gruppo A (Camp Nou, Barcellona): 1ª classificata Gruppo 1; 1ª classificata Gruppo 3; 2ª classificata Gruppo 6.
- Gruppo B (Stadio Santiago Bernabéu, Madrid): 1ª classificata Gruppo 2; 1ª classificata Gruppo 4; 2ª classificata Gruppo 5.
- Gruppo C (Stadio di Sarriá, Barcellona): 1ª classificata Gruppo 6; 2ª classificata Gruppo 1; 2ª classificata Gruppo 3.
- Gruppo D (Stadio Vicente Calderón, Madrid): 1ª classificata Gruppo 5; 2ª classificata Gruppo 2; 2ª classificata Gruppo 4.

La scelta dei gironi da tre squadre poneva il problema che le tre partite dovevano essere giocate in sequenza e quindi non era possibile avere un ultimo turno in cui fare giocare in contemporanea le squadre contendenti, scelta tipica nei gironi da quattro per evitare che la conoscenza dei risultati precedenti portasse a calcoli di opportunità sui risultati. La soluzione efficace fu di fissare che il secondo incontro fosse giocato dalla squadra a riposo nel primo turno e dalla squadra sconfitta nel primo turno.

### Fase a eliminazione diretta
L'ultima fase prevedeva due semifinali fra le vincenti dei quattro gironi della seconda fase, composte come segue:
- 1ª semifinale (Camp Nou, Barcellona): 1ª classificata Gruppo A - 1ª classificata Gruppo C.
- 2ª semifinale (Stadio Pizjuán, Siviglia): 1ª classificata Gruppo B - 1ª classificata Gruppo D.

Le due squadre sconfitte avrebbero giocato la finale per il terzo posto allo Stadio José Rico Pérez di Alicante. Le due squadre vincitrici avrebbero invece giocato la finale per il primo posto allo Stadio Santiago Bernabéu di Madrid.

## Stadi
Gli stadi scelti per ospitare il campionato mondiale di calcio 1982 furono diciassette in quattordici città:
| Madrid                     | Madrid | Barcellona | Barcellona |
| -------------------------- | --- | --- | --- |
| Santiago Bernabéu          | Vicente Calderón | Camp Nou | Sarriá |
| 40°27′11.02″N 3°41′18.06″W | 40°24′06″N 3°43′14″W                                                                                                  | 41°22′51″N 2°07′21″E                                                                                                  | 41°23′35.2″N 2°07′59.41″E                                                                                             |
| Capienza: 90 800           | Capienza: 65 695 | Capienza: 97 679 | Capienza: 40 400 |
|                            | | | |
| Siviglia                   | Siviglia | Bilbao | Valladolid |
| Ramón Sánchez Pizjuán      | Benito Villamarín | San Mamés | José Zorrilla |
| 37°23′01.96″N 5°58′13.68″W | 37°21′23.05″N 5°58′53.8″W                                                                                             | 43°15′51.14″N 2°56′57.73″W                                                                                            | 41°38′40″N 4°45′40″W                                                                                                  |
| Capienza: 70 500           | Capienza: 47 500 | Capienza: 46 223 | Capienza: 29 990 |
|                            | | | |
| Malaga                     | La Coruña · Alicante Barcellona Bilbao · Elche Gijón Madrid Malaga Oviedo Siviglia Valencia Valladolid Vigo Saragozza | La Coruña · Alicante Barcellona Bilbao · Elche Gijón Madrid Malaga Oviedo Siviglia Valencia Valladolid Vigo Saragozza | La Coruña · Alicante Barcellona Bilbao · Elche Gijón Madrid Malaga Oviedo Siviglia Valencia Valladolid Vigo Saragozza |
| La Rosaleda                | La Coruña · Alicante Barcellona Bilbao · Elche Gijón Madrid Malaga Oviedo Siviglia Valencia Valladolid Vigo Saragozza | La Coruña · Alicante Barcellona Bilbao · Elche Gijón Madrid Malaga Oviedo Siviglia Valencia Valladolid Vigo Saragozza | La Coruña · Alicante Barcellona Bilbao · Elche Gijón Madrid Malaga Oviedo Siviglia Valencia Valladolid Vigo Saragozza |
| 36°44′02.73″N 4°25′35.12″W | La Coruña · Alicante Barcellona Bilbao · Elche Gijón Madrid Malaga Oviedo Siviglia Valencia Valladolid Vigo Saragozza | La Coruña · Alicante Barcellona Bilbao · Elche Gijón Madrid Malaga Oviedo Siviglia Valencia Valladolid Vigo Saragozza | La Coruña · Alicante Barcellona Bilbao · Elche Gijón Madrid Malaga Oviedo Siviglia Valencia Valladolid Vigo Saragozza |
| Capienza: 34 411           | La Coruña · Alicante Barcellona Bilbao · Elche Gijón Madrid Malaga Oviedo Siviglia Valencia Valladolid Vigo Saragozza | La Coruña · Alicante Barcellona Bilbao · Elche Gijón Madrid Malaga Oviedo Siviglia Valencia Valladolid Vigo Saragozza | La Coruña · Alicante Barcellona Bilbao · Elche Gijón Madrid Malaga Oviedo Siviglia Valencia Valladolid Vigo Saragozza |
|                            | La Coruña · Alicante Barcellona Bilbao · Elche Gijón Madrid Malaga Oviedo Siviglia Valencia Valladolid Vigo Saragozza | La Coruña · Alicante Barcellona Bilbao · Elche Gijón Madrid Malaga Oviedo Siviglia Valencia Valladolid Vigo Saragozza | La Coruña · Alicante Barcellona Bilbao · Elche Gijón Madrid Malaga Oviedo Siviglia Valencia Valladolid Vigo Saragozza |
| Valencia                   | Saragozza | Elche | Oviedo |
| Luis Casanova              | La Romareda | Martínez Valero | Carlos Tartiere |
| 39°28′29″N 0°21′30″W       | 41°38′11.73″N 0°54′06.56″W                                                                                            | 38°16′01″N 0°39′48″W                                                                                                  | 43°21′38.82″N 5°52′12.8″W                                                                                             |
| Capienza: 47 542           | Capienza: 41 806 | Capienza: 53 290 | Capienza: 23 500 |
|                            | | | |
| Gijón                      | Alicante | Vigo | La Coruña |
| El Molinón                 | José Rico Pérez | Balaídos | Riazor |
| 43°32′10″N 5°38′14″W       | 38°21′26″N 0°29′33″W                                                                                                  | 42°12′42.7″N 8°44′25.18″W                                                                                             | 43°22′07.2″N 8°25′02.54″W                                                                                             |
| Capienza: 45 153           | Capienza: 28 421 | Capienza: 33 000 | Capienza: 34 190 |
|                            | | | |

## Squadre partecipanti
| Pr. | Squadra          | Data di qualificazione certa | Confederazione | Partecipante in quanto                                         | Partecipazioni precedenti al torneo                                   |
| --- | ---------------- | ---------------------------- | -------------- | -------------------------------------------------------------- | --------------------------------------------------------------------- |
| 1   | Spagna           | 6 luglio 1966                | UEFA           | Rappresentativa della nazione organizzatrice della fase finale | 5 (1934, 1950, 1962, 1966, 1978)                                      |
| 2   | Argentina        | 25 giugno 1978               | CONMEBOL       | Paese detentore del titolo                                     | 7 (1930, 1934, 1958, 1962, 1970, 1974, 1978)                          |
| 3   | Brasile          | 22 marzo 1981                | CONMEBOL       | Vincitrice del Gruppo 1 (CONMEBOL)                             | 11 (1930, 1934, 1938, 1950, 1954, 1958, 1962, 1966, 1970, 1974, 1978) |
| 4   | Cile             | 14 giugno 1981               | CONMEBOL       | Vincitrice del Gruppo 3 (CONMEBOL)                             | 5 (1930, 1950, 1962, 1966, 1974)                                      |
| 5   | Perù             | 6 settembre 1981             | CONMEBOL       | Vincitrice del Gruppo 2 (CONMEBOL)                             | 3 (1930, 1970, 1978)                                                  |
| 6   | Belgio           | 9 settembre 1981             | UEFA           | Vincitrice del Gruppo 2 (UEFA)                                 | 5 (1930, 1934, 1938, 1954, 1970)                                      |
| 7   | Polonia          | 10 ottobre 1981              | UEFA           | Vincitrice del Gruppo 7 (UEFA)                                 | 3 (1934, 1974, 1978)                                                  |
| 8   | Scozia           | 14 ottobre 1981              | UEFA           | Vincitrice del Gruppo 6 (UEFA)                                 | 4 (1954, 1958, 1974, 1978)                                            |
| 9   | Germania Ovest   | 14 ottobre 1981              | UEFA           | Vincitrice del Gruppo 1 (UEFA)                                 | 9 (1934, 1938, 1954, 1958, 1962, 1966, 1970, 1974, 1978)              |
| 10  | Algeria          | 30 ottobre 1981              | CAF            | Vincitrice del quarto turno (CAF)                              | –                                                                     |
| 11  | Ungheria         | 31 ottobre 1981              | UEFA           | Vincitrice del Gruppo 4 (UEFA)                                 | 7 (1934, 1938, 1954, 1958, 1962, 1966, 1978)                          |
| 12  | Italia           | 14 novembre 1981             | UEFA           | Seconda classificata del Gruppo 5 (UEFA)                       | 9 (1934, 1938, 1950, 1954, 1962, 1966, 1970, 1974, 1978)              |
| 13  | Honduras         | 16 novembre 1981             | CONCACAF       | Vincitrice del campionato CONCACAF                             | –                                                                     |
| 14  | Inghilterra      | 18 novembre 1981             | UEFA           | Seconda classifica del Gruppo 4 (UEFA)                         | 6 (1950, 1954, 1958, 1962, 1966, 1970)                                |
| 15  | Irlanda del Nord | 18 novembre 1981             | UEFA           | Seconda classifica del Gruppo 6 (UEFA)                         | 1 (1958)                                                              |
| 16  | Unione Sovietica | 18 novembre 1981             | UEFA           | Vincitrice del Gruppo 3 (UEFA)                                 | 4 (1958, 1962, 1966, 1970)                                            |
| 17  | Jugoslavia       | 21 novembre 1981             | UEFA           | Vincitrice del Gruppo 5 (UEFA)                                 | 6 (1930, 1950, 1954, 1958, 1962, 1974)                                |
| 18  | Austria          | 22 novembre 1981             | UEFA           | Seconda classificata del Gruppo 1 (UEFA)                       | 4 (1934, 1954, 1958, 1978)                                            |
| 19  | El Salvador      | 22 novembre 1981             | CONCACAF       | Seconda classifica del campionato CONCACAF                     | 1 (1970)                                                              |
| 20  | Camerun          | 29 novembre 1981             | CAF            | Vincitrice del quarto turno (CAF)                              | –                                                                     |
| 21  | Cecoslovacchia   | 29 novembre 1981             | UEFA           | Seconda classificata del Gruppo 3 (UEFA)                       | 6 (1934, 1938, 1954, 1958, 1962, 1970)                                |
| 22  | Francia          | 5 dicembre 1981              | UEFA           | Seconda classificata del Gruppo 2 (UEFA)                       | 7 (1930, 1934, 1938, 1954, 1958, 1966, 1978)                          |
| 23  | Kuwait           | 14 dicembre 1981             | AFC            | Vincitrice del Secondo Turno (AFC-OFC)                         | −                                                                     |
| 24  | Nuova Zelanda    | 10 gennaio 1982              | OFC            | Vincitrice dello Spareggio (OFC-AFC)                           | –                                                                     |

Nota bene: nella sezione "partecipazioni precedenti al torneo", le date in grassetto indicano che la nazione ha vinto quella edizione del torneo, mentre le date in corsivo indicano la nazione ospitante.
La principale novità, come detto, fu costituita dall'aumento delle partecipanti europee, cosa che permise di avere presenti al torneo tutte le migliori nazionali del mondo e gli interpreti migliori del calcio di quel tempo.
Fuori dalla lotta di qualificazione la Spagna perché Paese ospitante, l'Inghilterra arrivò al mondiale assieme all'Ungheria, nonostante una sconfitta contro la Norvegia. Scozia e Irlanda del Nord fecero nel loro girone di qualificazione vittime illustri come Svezia e Portogallo. La Polonia (terzo posto nel 1974) andò a battere, nei giorni dello stato d'assedio, la Germania Est a Lipsia, qualificandosi a sue spese. Anche la Germania Ovest (campione del mondo nel 1974 e campione d'Europa in carica) e l'Austria si qualificarono assieme nel proprio girone, mentre Francia, solo grazie alla differenza reti sull'Irlanda, e Belgio (finalista al campionato d'Europa 1980) eliminarono Paesi Bassi e Irlanda.
Qualificazione senza problemi per Unione Sovietica (Campione Europeo nel 1960) e solo grazie alla differenza reti sul Galles per la Cecoslovacchia (Campione Europeo nel 1976). L'Italia, autrice di quattro vittorie per 2-0 nel proprio girone di qualificazione contro, nell'ordine, Grecia, Danimarca, Lussemburgo e Jugoslavia, si qualificò proprio con quest'ultima con una giornata d'anticipo. L'andamento complessivo degli Azzurri suscitò però più di una perplessità, come l'1-1 di Torino contro la Grecia, che permise agli Azzurri di qualificarsi.
Quanto al Sudamerica, nessuna sorpresa per il sempre presente Brasile, qualificatosi insieme a Perù, da qualche edizione ospite fisso del Mondiale, e Cile, mentre l'Argentina, campione in carica, era qualificata di diritto al pari della Spagna ospitante.
Novità arrivarono dal resto del mondo: dal Nordamerica provennero El Salvador e Honduras, qualificatesi a spese del colosso dell'area, il Messico; dall'Africa giunsero due matricole, Algeria e Camerun, in Asia il Kuwait ottenne la sua prima, e finora unica, partecipazione ai Mondiali; l'Oceania riuscì a esprimere per la seconda volta, dopo l'Australia nel 1974, una propria squadra alla fase finale dei Mondiali: la Nuova Zelanda, al suo debutto assoluto, la quale aveva vinto nel dicembre 1981 lo spareggio di qualificazione contro la Cina, avendo terminato entrambe a pari punti al secondo posto del girone finale misto asiatico-oceaniano.

### Qualificazioni
Il XII Campionato del Mondo di calcio, in programma in Spagna dal 13 giugno all'11 luglio 1982, dal punto di vista della qualità del gioco espresso e del livello dei suoi protagonisti, nonché del numero di Nazionali di vertice presenti, fu probabilmente uno dei migliori.
Uno dei fattori che contribuirono fu l'allargamento delle squadre partecipanti alla fase finale a ventiquattro, che permise a quattordici squadre europee, tra cui tutte quelle di vertice all'epoca, eccezion fatta per i Paesi Bassi, di partecipare al torneo, cosa che fino ad allora era impedita dalla limitazione per continente.
L'edizione spagnola del Campionato del Mondo si segnala anche per essere stata la prima a ospitare tutte le Confederazioni affiliate alla FIFA. Questo fatto avverrà di nuovo in Germania nel 2006, anche se all'atto della fase finale, l'Australia, che aveva giocato le qualificazioni come affiliata OFC, era già passata sotto l'egida AFC, e nel 2010 in Sudafrica. Oltre alle quattordici squadre europee (insieme ai padroni di casa della Spagna, Austria, Belgio, Cecoslovacchia, Francia, Germania Ovest, Inghilterra, Irlanda del Nord, Italia, Jugoslavia, Polonia, Scozia, Ungheria e Unione Sovietica), ai nastri di partenza si allinearono anche due africane (Algeria e Camerun), quattro sudamericane (oltre all'Argentina campione uscente, Brasile, Cile e Perù), due nordamericane (El Salvador e Honduras), un'asiatica (il Kuwait) e un'oceaniana (Nuova Zelanda).
La Spagna venne scelta il 6 luglio 1966 dalla FIFA come sede del torneo, ben sedici anni prima della manifestazione, in quanto in quell'occasione, per una serie di circostanze, furono scelte le sedi dei Mondiali del 1974, del 1978 e del 1982. All'epoca la Spagna si candidò insieme alla Germania Ovest sia per l'edizione del 1974 che per quella del 1982; successivamente, grazie a un accordo tra i due paesi per ottenere ciascuna un'edizione, gli spagnoli si ritirarono dalla corsa per i mondiali del 1974 e i tedeschi da quella per i mondiali del 1982.
Il clima politico in cui si svolsero quei Campionati era abbastanza disteso, nonostante un tentativo di colpo di Stato perpetrato dal colonnello Tejero circa un anno prima, tentativo abortito sul nascere. A riscaldare maggiormente il clima era, semmai, lo stato d'assedio instaurato nel dicembre 1981 da Jaruzelski in Polonia per evitare l'invasione sovietica e, soprattutto, il conflitto tra britannici e argentini, svoltosi tra aprile e giugno 1982, per il possesso delle Isole Malvinas o Falkland, che, nato per iniziativa della dittatura sudamericana in declino, vide compattare intorno alle due contendenti il rispettivo orgoglio nazionale.

## Riassunto del torneo

### Prima fase a gironi

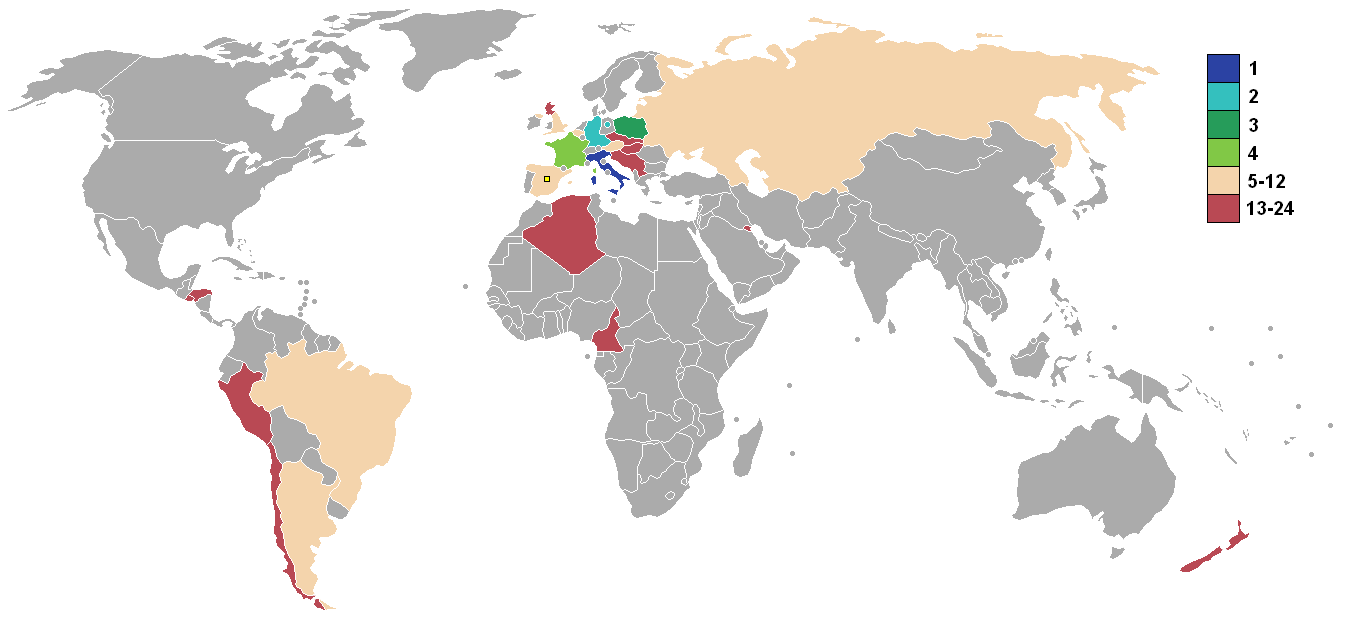
Piazzamenti delle nazionali

La prima sorpresa del campionato arrivò nella giornata inaugurale. Il Belgio di Guy Thys, il cui gioco era a conti fatti una variante della zona mista italiana, riuscì a imbrigliare le iniziative di Maradona bloccandone i riferimenti e, al momento opportuno, colpì: i belgi batterono così i campioni uscenti dell'Argentina per 1-0. Altra sorpresa fu la vittoria dell'Algeria sulla Germania Ovest di Rummenigge per 2-1: mattatore della gara fu il futuro tacco di Allah, Rabah Madjer.
Se la vittoria iniziale valse ai belgi il primo posto finale del girone proprio davanti all'Argentina, stessa sorte non arrise all'Algeria, la quale sfiorò soltanto la qualificazione, giungendo solamente terza e venendo eliminata per differenza reti sfavorevole rispetto a quella di Germania Ovest e Austria. Proprio l'incontro fra queste due formazioni vide i tedeschi vincere per 1-0 ed esibirsi con la squadra alpina in una melina per il resto della gara: il fatto, che richiamò un episodio simile avvenuto quattro anni prima in terra argentina, ebbe tale eco (la gara fu soprannominata "patto di non belligeranza di Gijón") che, a partire dall'edizione del 1986, venne ristabilita la contemporaneità delle ultime partite dei gironi per evitare risultati di comodo.
La Spagna, sorteggiata nel gruppo 5 con Jugoslavia, Irlanda del Nord e Honduras, faticò più del previsto a qualificarsi. Il gruppo venne vinto a sorpresa dall'Irlanda del Nord, sfavorita alla vigilia, che schierò quello che ancora oggi è il calciatore più giovane in assoluto ad aver giocato la fase finale dei mondiali: Norman Whiteside, all'epoca diciassettenne. Gli iberici furono infatti costretti al pareggio per 1-1 dagli honduregni e vinsero di misura sulla Jugoslavia per 2-1, la quale giunse soltanto terza, alle spalle dei padroni di casa.
Nel gruppo 3 si registrò il record di gol segnati da una squadra in una sola partita della fase finale dei mondiali: a detenerlo ancora oggi è l'Ungheria, che batté la El Salvador per 10-1. Questa partita è anche al secondo posto di tutti i tempi per reti realizzate in una partita del mondiale: ben 11, raggiunti da un Ungheria-Germania Ovest 8-3 e superati unicamente da un Austria-Svizzera 7-5, giocate entrambe al Campionato mondiale di calcio 1954. Tuttavia, il record non bastò alla nazionale magiara per qualificarsi, poiché giunse solo terza nel proprio girone.

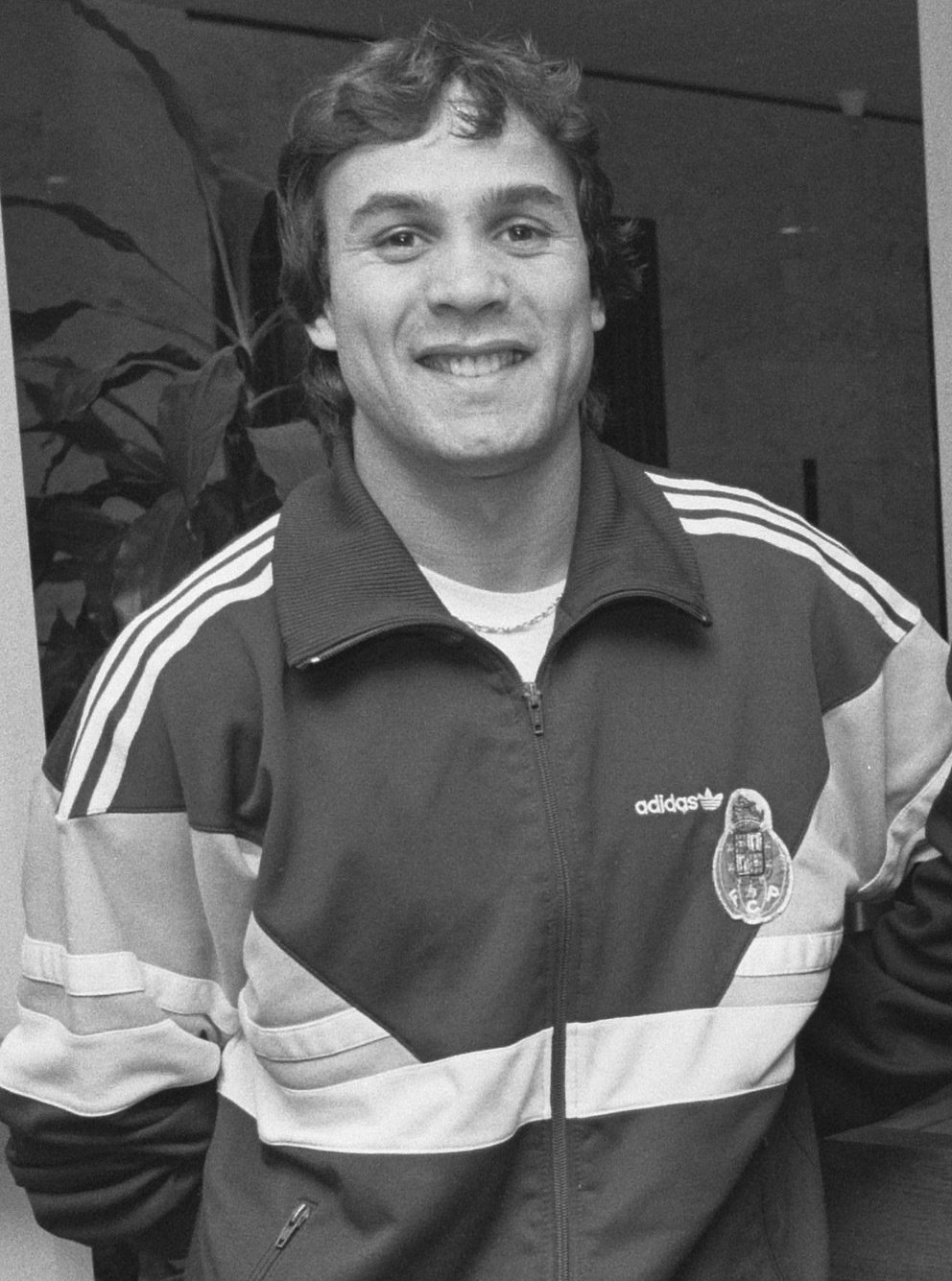
Rabah Madjer, tra i protagonisti dello storico successo dell' sulla, il primo di una nazionale africana su un'europea ai mondiali.

Senza scossoni il gruppo della favorita Inghilterra, capitata insieme a Francia, Cecoslovacchia e Kuwait. Considerato alla vigilia il girone più difficile, gli inglesi lo vinsero a punteggio pieno, seguiti dai francesi. Proprio in questo gruppo si segnala l'evento più curioso, durante l'incontro tra Francia e Kuwait, il gol del 4-1 dei Bleus di Alain Giresse scatenò notevoli proteste in campo: i difensori del Kuwait si erano infatti fermati sentendo un fischio proveniente dagli spalti e attribuendolo erroneamente all'arbitro; Giresse, con la difesa praticamente ferma, non ebbe difficoltà a battere il portiere avversario. Lo sceicco Fahad Al-Ahmed Al-Jaber Al-Sabah, presidente della KFA, scese però in campo per contestare la decisione arbitrale: in seguito alla minaccia di ritiro della squadra dal campo, l'arbitro sovietico Stupar decise dunque di annullare il gol. La Francia vinse comunque 4-1, con l'ultima marcatura di Maxime Bossis.
Quasi tutto agevole per il Brasile, favorito alla vigilia per la vittoria del torneo, sorteggiato insieme a Unione Sovietica, Scozia e Nuova Zelanda. La prima partita fu contro i sovietici, che passarono in vantaggio per primi grazie a uno svarione del portiere Valdir Peres. Per ribaltare il vantaggio iniziale ci vollero molta fatica e due reti da fuori area di Éder e Sócrates nel secondo tempo. Anche con la Scozia il Brasile andò sotto di un gol nel primo tempo, raggiungendo il pareggio poco prima dell'intervallo; nel secondo tempo dilagò, chiudendo la partita per 4-1. Nella norma la vittoria per 4-0 contro la Nuova Zelanda. Si qualificarono anche i sovietici, che approfittarono della miglior differenza reti nei confronti della Scozia, che giunse solo terza.
Il gruppo dell'Italia, guidata da Enzo Bearzot, capitata insieme a Polonia, Camerun e Perù, si rivelò il vero "gruppo di ferro". Gli Azzurri giunsero in Spagna fra mille polemiche e incognite, non ultimo un Paolo Rossi reduce dalla squalifica di due anni per il noto scandalo del calcio-scommesse. Bearzot era inoltre contestato dalla stampa per aver escluso dalla rosa Beccalossi e Pruzzo. In particolare, i giornali romani premevano per un più marcato utilizzo dei giocatori della Roma, data la visibilità che la squadra aveva raggiunto sotto la presidenza di Dino Viola. Bearzot rimase però fedele al blocco-Juve, che già gli aveva dato soddisfazioni quattro anni prima e i cui membri, eccezion fatta per il solo Rossi, avevano vinto cinque dei precedenti otto campionati di Serie A. L'Italia pareggiò tutti i suoi incontri e si qualificò in virtù del maggior numero di gol segnati a scapito del Camerun: in questi tre match, Rossi deluse le aspettative.

### Seconda fase a gironi

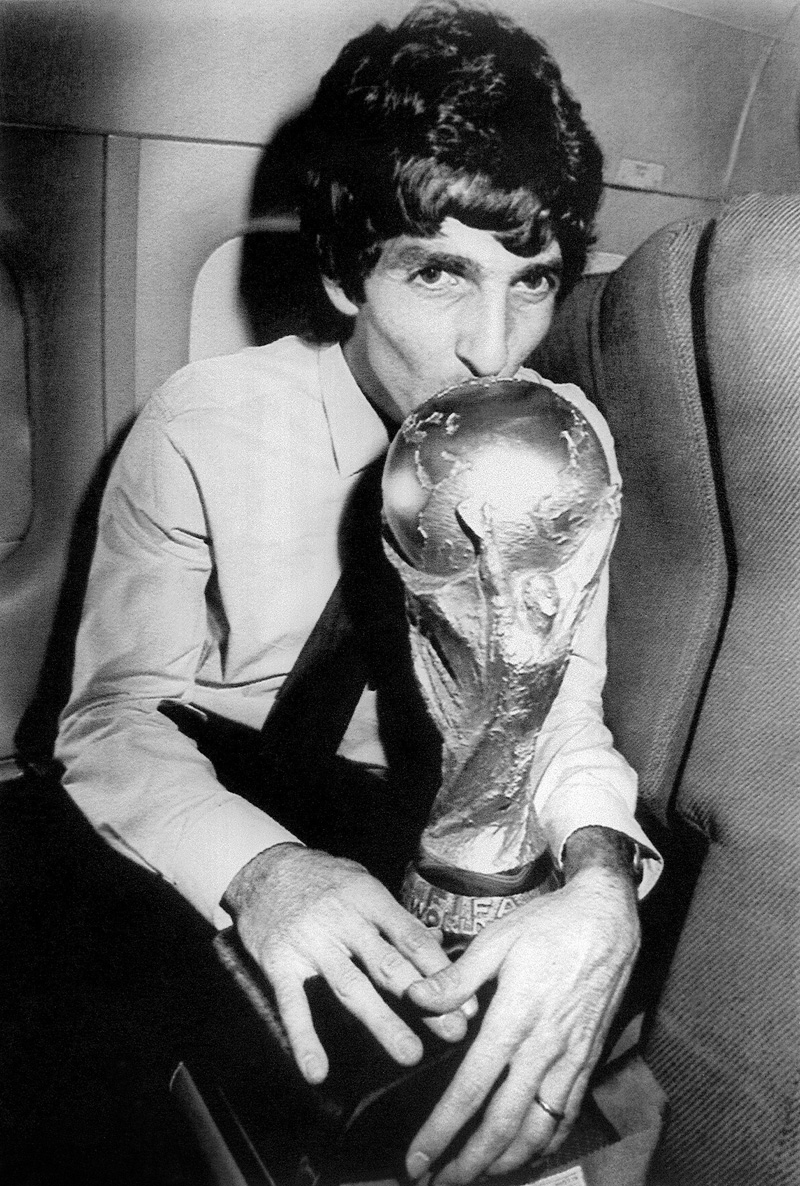
Paolo Rossi fu il maggiore artefice della tragedia del Sarriá, grazie alla sua tripletta che eliminò il. Con sei gol, l'attaccante dell' vincerà poi il titolo di miglior marcatore del mondiale.

I risultati della prima fase però portarono alla seguente situazione: in ragione del totalmente inaspettato secondo posto delle teste di serie Spagna, Argentina e Italia, i padroni di casa approdarono nel gruppo B con Inghilterra e Germania Ovest, mentre le altre due vennero destinate al gruppo C assieme al Brasile. Di contro, i gruppi A (Polonia, Unione Sovietica e Belgio) e D (Francia, Irlanda del Nord e Austria) apparivano meno duri, anche se equilibrati.
In totale, rimasero a contendersi il titolo dieci squadre europee e due sudamericane, almeno una delle quali destinata a sicura eliminazione. Il regolamento prevedeva che la prima partita fosse giocata dalle due squadre con lo stesso piazzamento nel gruppo della prima fase. La squadra rimanente avrebbe giocato prima contro la perdente del primo incontro e poi contro la vincente. In caso di parità, la seconda partita del girone sarebbe stata giocata dalla squadra proveniente dal gruppo della prima fase "più basso" (1 o 2), come accadde alla Germania Ovest dopo il pareggio con l'Inghilterra, mentre quella proveniente dai gruppi 3 o 4 avrebbe disputato l'ultima gara.
Nel gruppo D, nel primo scontro tra due seconde classificate, la Francia batté 1-0 l'Austria, di fatto ipotecando il passaggio del turno, invece nel gruppo B l'Inghilterra ottenne soltanto un punto nella prima partita, terminata 0-0, contro la Germania Ovest. La Polonia, favorita del gruppo A, fece lo stesso, vincendo il primo confronto per 3-0 ai danni del Belgio, mentre nel gruppo C, nel secondo confronto tra due seconde classificate, l'Italia, fin lì fortemente criticata e talvolta quasi insultata dalla stampa nazionale (al punto che i giocatori risposero con il silenzio-stampa, con la sola eccezione del capitano Zoff), batté l'Argentina, una tra le favorite alla vittoria finale: il CT italiano riuscì a neutralizzare Maradona mettendogli Claudio Gentile in marcatura – si conteranno oltre venti infrazioni commesse dal difensore ai danni del Pibe de Oro – e gli Azzurri vinsero l'incontro 2-1.
La seconda partita contribuì a determinare le quattro semifinaliste: nel gruppo D Irlanda del Nord e Austria pareggiarono 2-2. Nel gruppo B la Spagna perse per 2-1 contro i tedeschi occidentali, venendo, di fatto, eliminata. Nel gruppo A il Belgio, nonostante la strenua resistenza, venne eliminato dall'Unione Sovietica, che vinse per 1-0, rovinandosi la differenza reti con la Polonia. Infine, nel gruppo C, il Brasile vinse facilmente, ponendo definitivamente fine al cammino mondiale dell'Argentina, battendola 3-1.
Nell'ultima tornata, la Francia eliminò i nordirlandesi, battendoli per 4-1 e ribadendo la propria superiorità nel gruppo. Più carica di tensione fu la partita fra Polonia e URSS, che si teneva sette mesi dopo la proclamazione dello stato d'assedio a Varsavia: i polacchi organizzarono vere e proprie barricate, al punto che Boniek rimediò un'ammonizione che gli avrebbe fatto saltare la semifinale, e riuscirono a fermare i sovietici sullo 0-0, guadagnando l'accesso alle semifinali. Nel gruppo B l'Inghilterra ottenne di nuovo uno 0-0, laddove sarebbe servito vincere con almeno due gol di scarto, contro i padroni di casa spagnoli che erano già matematicamente eliminati; gli inglesi dovettero così lasciare la competizione senza avere mai perso una partita e con un solo gol al passivo (come il Camerun, uscito però nel turno precedente).
L'ultima partita vedeva impegnate Brasile e Italia, con gli Azzurri costretti a vincere per poter passare il turno. La Seleção era votata all'attacco e l'Italia era abile a sfruttare i contropiedi: si rivelò vantaggio per gli Azzurri dopo solo cinque minuti con un redivivo Paolo Rossi, poi rientrato sette minuti dopo con il pareggio di Sócrates; nuovo vantaggio italiano sempre di Rossi che sfruttò un errore di Toninho Cerezo al 25'. Gentile, intanto, fu costretto a una rigida marcatura su Zico, il più pericoloso fra i brasiliani, ottenendo un'ammonizione per proteste che gli avrebbe poi fatto saltare la semifinale. Nel secondo tempo, ci fu il pareggio del Brasile al 69' con Falcão, ma al 74' Rossi segnò il terzo gol. Gli ultimi minuti della partita furono contraddistinti da un gol annullato ad Antognoni per un'erronea segnalazione di fuorigioco del guardalinee e dalla parata sulla linea di porta di Dino Zoff su colpo di testa di Oscar. Il risultato finale fu di 3-2 per l'Italia e il Brasile venne eliminato. Fu un'autentica disfatta per i giocatori verde-oro, i quali erano così sicuri di passare il turno al punto di aver già prenotato l'albergo a Madrid, e per il Brasile intero, che ricorderà questa partita come la tragedia del Sarriá.

### Fase a eliminazione diretta

#### Semifinali
A giocarsi la Coppa restarono quattro squadre europee: Francia, Germania Ovest, Polonia e Italia. La prima semifinale vedeva nuovamente contro italiani e polacchi, durante la quale, al contrario della partita della prima fase, gli Azzurri dominarono vincendo per 2-0 con una doppietta di Rossi, giunto a cinque reti in appena due partite.
La seconda semifinale fra Germania Ovest e Francia fu più spettacolare: all'iniziale vantaggio tedesco di Littbarski rispose Platini su rigore. Uno sgradevole episodio vide coinvolto il portiere tedesco Schumacher che, dopo aver atterrato il francese Battiston al limite dell'area e avergli provocato la rottura di due denti e l'incrinatura di un paio di vertebre, si mise a fare esercizi di stretching davanti ai tifosi francesi. La partita proseguì fino ai tempi supplementari, dove la Francia si portò sul 3-1, ma poi la Germania riuscì a recuperare lo svantaggio prima con Rummenigge e poi con una rovesciata di Fischer. Per la prima volta nella storia dei Mondiali, una partita si decise ai rigori, e a spuntarla fu la Germania Ovest per 5-4.

#### Finale per il terzo posto
La finale per il terzo posto di Alicante vide la Polonia battere la Francia per 3-2.

#### Finale
L'11 luglio 1982 andò dunque in scena la finale fra Germania Ovest e Italia, diretta dall'arbitro brasiliano Arnaldo César Coelho, il primo caso di fischietto sudamericano in una finale mondiale. Bearzot dovette riadattare la squadra in seguito all'indisponibilità di Antognoni e all'infortunio, dopo appena otto minuti di gioco, occorso a Graziani a causa di uno scontro con la difesa tedesca. L'Italia dominò nel primo tempo, anche se Cabrini perse l'occasione per passare in vantaggio, sbagliando un rigore. La ripresa vide un calo della squadra tedesca, di cui approfittò per primo Rossi su cross di Gentile.

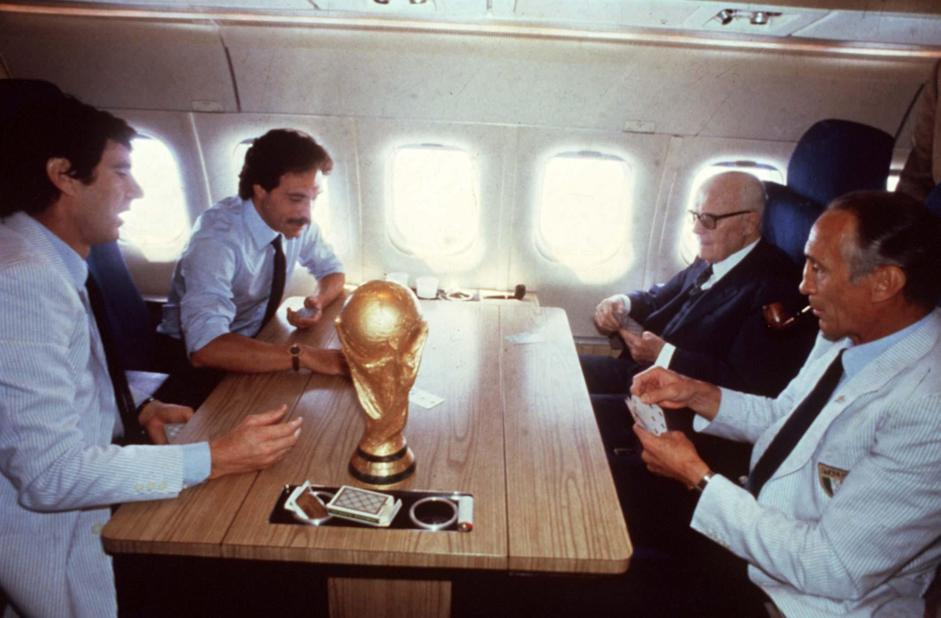
Il presidente Pertini gioca a scopone con Zoff, Causio e il commissario tecnico Bearzot sull'aereo del ritorno dalla Spagna, con la Coppa del Mondo appena vinta dagli azzurri.

Dopo un tentativo di pareggio di Hrubesch, gli azzurri raddoppiarono con un tiro dal limite dell'area di Tardelli, il cui urlo di gioia divenne un'icona di quei Campionati del Mondo e delle successive avventure della nazionale italiana. Altobelli segnò la rete del 3-0, seguita dal punto d'onore di Breitner, già realizzatore di un rigore nella finale mondiale del 1974. Altobelli fece poi posto all'88' a Causio, ricompensato con la passerella mondiale per i suoi meriti.
(Nando Martellini, telecronista RAI - Radiotelevisione italiana)
L'enfasi del telecronista italiano non fu casuale, in quanto scandì proprio per tre volte consecutive la proclamazione del terzo titolo di campione del mondo della Nazionale italiana. Le immagini televisive che giunsero da Madrid mostrarono l'arbitro brasiliano Coelho prendere il pallone calciato da Bergomi in direzione di Causio e sollevarlo con le braccia in alto mentre emetteva il triplice fischio finale. Rimasero impresse nella cultura popolare italiana anche altre immagini, oltre al citato urlo di Tardelli, come Zoff che prende la Coppa del Mondo dalle mani del re di Spagna Juan Carlos I e la alza fiero (Renato Guttuso ne farà poi un quadro), il Presidente della Repubblica Sandro Pertini che esulta con entusiasmo a ogni rete degli Azzurri, lasciandosi scappare vicino all'impassibile sovrano iberico un "non ci prendono più" dopo il gol del 3-0, o lo stesso Presidente che gioca a scopone scientifico in coppia con Zoff contro Causio e Bearzot, durante il viaggio di ritorno in Italia sull'aereo presidenziale assieme alla Coppa.

## Risultati

### Prima fase a gironi

#### Gruppo 1

##### Classifica
| Pos. | Squadra | Pt | G | V | N | P | GF | GS | DR |
| ---- | ------- | -- | - | - | - | - | -- | -- | -- |
| 1.   | Polonia | 4  | 3 | 1 | 2 | 0 | 5  | 1  | +4 |
| 2.   | Italia  | 3  | 3 | 0 | 3 | 0 | 2  | 2  | 0  |
| 3.   | Camerun | 3  | 3 | 0 | 3 | 0 | 1  | 1  | 0  |
| 4.   | Perù    | 2  | 3 | 0 | 2 | 1 | 2  | 6  | -4 |

##### Incontri
| Vigo 14 giugno 1982, ore 17:15 UTC+1 | Italia  | 0 – 0 referto | Polonia | Stadio Balaídos (33 000 spett.)\| Arbitro: \| Vautrot \| |
| Arbitro:                             | Vautrot |               |         |                                                          |

| La Coruña 15 giugno 1982, ore 17:15 UTC+1 | Perù   | 0 – 0 referto | Camerun | Stadio Riazor (11 000 spett.)\| Arbitro: \| Wöhrer \| |
| Arbitro:                                  | Wöhrer |               |         |                                                       |

| Arbitro: | Eschweiler |

|           |           |          |
| Conti 18’ | Marcatori | 83’ Díaz |

| La Coruña 19 giugno 1982, ore 17:15 UTC+1 | Polonia | 0 – 0 referto | Camerun | Stadio Riazor (19 000 spett.)\| Arbitro: \| Ponnet \| |
| Arbitro:                                  | Ponnet  |               |         |                                                       |

| Arbitro: | Rubio Vázquez |

|                                                        |           |             |
| Smolarek 55’ Lato 58’ Boniek 61’ Buncol 68’ Ciołek 76’ | Marcatori | 83’ La Rosa |

| Arbitro: | Dotchev |

|              |           |            |
| Graziani 60’ | Marcatori | 61’ M'Bida |

#### Gruppo 2

##### Classifica
| Pos. | Squadra        | Pt | G | V | N | P | GF | GS | DR |
| ---- | -------------- | -- | - | - | - | - | -- | -- | -- |
| 1.   | Germania Ovest | 4  | 3 | 2 | 0 | 1 | 6  | 3  | +3 |
| 2.   | Austria        | 4  | 3 | 2 | 0 | 1 | 3  | 1  | +2 |
| 3.   | Algeria        | 4  | 3 | 2 | 0 | 1 | 5  | 5  | 0  |
| 4.   | Cile           | 0  | 3 | 0 | 0 | 3 | 3  | 8  | -5 |

##### Incontri
| Arbitro: | Revoredo |

|                |           |                         |
| Rummenigge 67’ | Marcatori | 54’ Madjer 68’ Belloumi |

| Arbitro: | Cardellino |

|  |           |               |
|  | Marcatori | 22’ Schachner |

| Arbitro: | Galler |

|                                      |           |             |
| Rummenigge 9’, 57’, 66’ Reinders 83’ | Marcatori | 90’ Moscoso |

| Arbitro: | Boskovic |

|  |           |                          |
|  | Marcatori | 55’ Schachner 67’ Krankl |

| Arbitro: | Méndez |

|                             |           |                        |
| Assad 7’, 31’ Bensaoula 35’ | Marcatori | 59’ Neira 73’ Letelier |

| Arbitro: | Valentine |

|              |           |  |
| Hrubesch 10’ | Marcatori |  |

#### Gruppo 3

##### Classifica
| Pos. | Squadra     | Pt | G | V | N | P | GF | GS | DR  |
| ---- | ----------- | -- | - | - | - | - | -- | -- | --- |
| 1.   | Belgio      | 5  | 3 | 2 | 1 | 0 | 3  | 1  | +2  |
| 2.   | Argentina   | 4  | 3 | 2 | 0 | 1 | 6  | 2  | +4  |
| 3.   | Ungheria    | 3  | 3 | 1 | 1 | 1 | 12 | 6  | +6  |
| 4.   | El Salvador | 0  | 3 | 0 | 0 | 3 | 1  | 13 | -12 |

##### Incontri
| Arbitro: | Christov |

|  |           |                 |
|  | Marcatori | 62’ Vandenbergh |

| Arbitro: | al-Doy |

|                                                                                       |           |                    |
| Nyilasi 4’, 83’ Pölöskei 11’ Fazekas 23’, 54’ Tóth 50’ Kiss 69’, 72’, 76’ Szentes 70’ | Marcatori | 64’ Ramírez Zapata |

| Arbitro: | Lacarne |

|                                           |           |              |
| Bertoni 26’ Maradona 28’, 57’ Ardiles 60’ | Marcatori | 76’ Pölöskei |

| Arbitro: | Moffatt |

|           |           |  |
| Coeck 19’ | Marcatori |  |

| Arbitro: | White |

|                   |           |           |
| Czerniatynski 76’ | Marcatori | 27’ Varga |

| Arbitro: | Barrancos |

|                                   |           |  |
| Passarella 22’ (rig.) Bertoni 52’ | Marcatori |  |

#### Gruppo 4

##### Classifica
| Pos. | Squadra        | Pt | G | V | N | P | GF | GS | DR |
| ---- | -------------- | -- | - | - | - | - | -- | -- | -- |
| 1.   | Inghilterra    | 6  | 3 | 3 | 0 | 0 | 6  | 1  | +5 |
| 2.   | Francia        | 3  | 3 | 1 | 1 | 1 | 6  | 5  | +1 |
| 3.   | Cecoslovacchia | 2  | 3 | 0 | 2 | 1 | 2  | 4  | -2 |
| 4.   | Kuwait         | 1  | 3 | 0 | 1 | 2 | 2  | 6  | -4 |

##### Incontri
| Arbitro: | Garrido |

|                            |           |           |
| Robson 1’, 67’ Mariner 83’ | Marcatori | 24’ Soler |

| Arbitro: | Dwomoh |

|                    |           |               |
| Panenka 21’ (rig.) | Marcatori | 57’ Al-Dakhil |

| Arbitro: | Corver |

|                               |           |  |
| Francis 62’ Barmoš 66’ (aut.) | Marcatori |  |

| Arbitro: | Stupar |

|                                             |           |                 |
| Genghini 31’ Platini 43’ Six 48’ Bossis 89’ | Marcatori | 75’ Al-Buloushi |

| Arbitro: | Casarin |

|         |           |                    |
| Six 66’ | Marcatori | 84’ (rig.) Panenka |

| Arbitro: | Aristízabal Murcia |

|             |           |  |
| Francis 27’ | Marcatori |  |

#### Gruppo 5

##### Classifica
| Pos. | Squadra          | Pt | G | V | N | P | GF | GS | DR |
| ---- | ---------------- | -- | - | - | - | - | -- | -- | -- |
| 1.   | Irlanda del Nord | 4  | 3 | 1 | 2 | 0 | 2  | 1  | +1 |
| 2.   | Spagna           | 3  | 3 | 1 | 1 | 1 | 3  | 3  | 0  |
| 3.   | Jugoslavia       | 3  | 3 | 1 | 1 | 1 | 2  | 2  | 0  |
| 4.   | Honduras         | 2  | 3 | 0 | 2 | 1 | 2  | 3  | -1 |

##### Incontri
| Arbitro: | Ithurralde |

|                   |           |           |
| Ufarte 65’ (rig.) | Marcatori | 7’ Zelaya |

| Saragozza 17 giugno 1982, ore 21:00 UTC+1 | Jugoslavia  | 0 – 0 referto | Irlanda del Nord | La Romareda (25 000 spett.)\| Arbitro: \| Fredriksson \| |
| Arbitro:                                  | Fredriksson |               |                  |                                                          |

| Arbitro: | Lund-Sørensen |

|                              |           |            |
| Juanito 14’ (rig.) Saura 66’ | Marcatori | 10’ Gudelj |

| Arbitro: | Chan Tam-Sun |

|           |           |              |
| Laing 60’ | Marcatori | 9’ Armstrong |

| Arbitro: | Castro |

|  |           |                     |
|  | Marcatori | 88’ (rig.) Petrović |

| Arbitro: | Héctor Ortíz |

|  |           |               |
|  | Marcatori | 47’ Armstrong |

#### Gruppo 6

##### Classifica
| Pos. | Squadra          | Pt | G | V | N | P | GF | GS | DR  |
| ---- | ---------------- | -- | - | - | - | - | -- | -- | --- |
| 1.   | Brasile          | 6  | 3 | 3 | 0 | 0 | 10 | 2  | +8  |
| 2.   | Unione Sovietica | 3  | 3 | 1 | 1 | 1 | 6  | 4  | +2  |
| 3.   | Scozia           | 3  | 3 | 1 | 1 | 1 | 8  | 8  | 0   |
| 4.   | Nuova Zelanda    | 0  | 3 | 0 | 0 | 3 | 2  | 12 | -10 |

##### Incontri
| Arbitro: | Lamo Castillo |

|                       |           |         |
| Sócrates 75’ Éder 88’ | Marcatori | 34’ Bal |

| Arbitro: | Socha |

|                                                        |           |                        |
| Dalglish 18’ Wark 29’, 32’ Robertson 73’ Archibald 79’ | Marcatori | 54’ Sumner 64’ Wooddin |

| Arbitro: | Siles |

|                                        |           |           |
| Zico 33’ Oscar 48’ Éder 63’ Falcão 87’ | Marcatori | 18’ Narey |

| Arbitro: | el-Ghoul |

|                                      |           |  |
| Gavrilov 24’ Blochin 48’ Baltača 68’ | Marcatori |  |

| Arbitro: | Rainea |

|                           |           |                        |
| Čivadze 59’ Šengelija 84’ | Marcatori | 15’ Jordan 86’ Souness |

| Arbitro: | Matovinović |

|                                       |           |  |
| Zico 28’, 31’ Falcão 64’ Serginho 70’ | Marcatori |  |

### Seconda fase a gironi

#### Gruppo A

##### Classifica
| Pos. | Squadra          | Pt | G | V | N | P | GF | GS | DR |
| ---- | ---------------- | -- | - | - | - | - | -- | -- | -- |
| 1.   | Polonia          | 3  | 2 | 1 | 1 | 0 | 3  | 0  | +3 |
| 2.   | Unione Sovietica | 3  | 2 | 1 | 1 | 0 | 1  | 0  | +1 |
| 3.   | Belgio           | 0  | 2 | 0 | 0 | 2 | 0  | 4  | -4 |

##### Incontri
| Arbitro: | Siles |

|                     |           |  |
| Boniek 4’, 26’, 53’ | Marcatori |  |

| Arbitro: | Vautrot |

|  |           |                  |
|  | Marcatori | 48’ Hovhannisyan |

| Barcellona 4 luglio 1982, ore 21:00 UTC+1 | Polonia   | 0 – 0 referto | Unione Sovietica | Camp Nou (65 000 spett.)\| Arbitro: \| Valentine \| |
| Arbitro:                                  | Valentine |               |                  |                                                     |

#### Gruppo B

##### Classifica
| Pos. | Squadra        | Pt | G | V | N | P | GF | GS | DR |
| ---- | -------------- | -- | - | - | - | - | -- | -- | -- |
| 1.   | Germania Ovest | 3  | 2 | 1 | 1 | 0 | 2  | 1  | +1 |
| 2.   | Inghilterra    | 2  | 2 | 0 | 2 | 0 | 0  | 0  | 0  |
| 3.   | Spagna         | 1  | 2 | 0 | 1 | 1 | 1  | 2  | -1 |

##### Incontri
| Madrid 29 giugno 1982, ore 21:00 UTC+1 | Germania Ovest | 0 – 0 referto | Inghilterra | Stadio Santiago Bernabéu (75 000 spett.)\| Arbitro: \| Coelho \| |
| Arbitro:                               | Coelho         |               |             |                                                                  |

| Arbitro: | Casarin |

|                            |           |            |
| Littbarski 50’ Fischer 75’ | Marcatori | 82’ Zamora |

| Madrid 5 luglio 1982, ore 21:00 UTC+1 | Spagna | 0 – 0 referto | Inghilterra | Stadio Santiago Bernabéu (75 000 spett.)\| Arbitro: \| Ponnet \| |
| Arbitro:                              | Ponnet |               |             |                                                                  |

#### Gruppo C

##### Classifica
| Pos. | Squadra   | Pt | G | V | N | P | GF | GS | DR |
| ---- | --------- | -- | - | - | - | - | -- | -- | -- |
| 1.   | Italia    | 4  | 2 | 2 | 0 | 0 | 5  | 3  | +2 |
| 2.   | Brasile   | 2  | 2 | 1 | 0 | 1 | 5  | 4  | +1 |
| 3.   | Argentina | 0  | 2 | 0 | 0 | 2 | 2  | 5  | -3 |

##### Incontri
| Arbitro: | Rainea |

|                          |           |                |
| Tardelli 57’ Cabrini 67’ | Marcatori | 83’ Passarella |

| Arbitro: | Rubio Vázquez |

|          |           |                                  |
| Díaz 89’ | Marcatori | 11’ Zico 66’ Serginho 75’ Júnior |

| Arbitro: | Klein |

|                    |           |                         |
| Rossi 5’, 25’, 74’ | Marcatori | 12’ Sócrates 68’ Falcão |

#### Gruppo D

##### Classifica
| Pos. | Squadra          | Pt | G | V | N | P | GF | GS | DR |
| ---- | ---------------- | -- | - | - | - | - | -- | -- | -- |
| 1.   | Francia          | 4  | 2 | 2 | 0 | 0 | 5  | 1  | +4 |
| 2.   | Austria          | 1  | 2 | 0 | 1 | 1 | 2  | 3  | -1 |
| 3.   | Irlanda del Nord | 1  | 2 | 0 | 1 | 1 | 3  | 6  | -3 |

##### Incontri
| Arbitro: | Palotai |

|  |           |              |
|  | Marcatori | 39’ Genghini |

| Arbitro: | Prokop |

|                            |           |                   |
| Pezzey 58’ Hintermaier 68’ | Marcatori | 27’, 75’ Hamilton |

| Arbitro: | Jarguz |

|                                     |           |               |
| Giresse 33’, 80’ Rocheteau 46’, 68’ | Marcatori | 75’ Armstrong |

### Fase a eliminazione diretta

#### Tabellone
|  | Semifinali | Semifinali           | Semifinali     |                |        | Finale                    | Finale                    | Finale                    |  |
|  |            |                      |                |                |        |                           |                           |                           |  |
|  | A          | Polonia              | 0              |                |        |                           |                           |                           |  |
|  | A          | Polonia              | 0              |                |        |                           |                           |                           |  |
|  | C          | Italia               | 2              |                |        |                           |                           |                           |  |
|  | C          | Italia               | 2              |                | Italia | Italia                    | 3                         |                           |  |
|  |            |                      |                |                | Italia | Italia                    | 3                         |                           |  |
|  |            |                      | Germania Ovest | Germania Ovest | 1      |                           |                           |                           |  |
|  | B          | Germania Ovest (dtr) | Germania Ovest | Germania Ovest | 1      | 3 (5)                     |                           |                           |  |
|  | B          | Germania Ovest (dtr) |                |                |        | 3 (5)                     |                           |                           |  |
|  | D          | Francia              | 3 (4)          |                |        | Finale per il terzo posto | Finale per il terzo posto | Finale per il terzo posto |  |
|  | D          | Francia              | 3 (4)          |                |        |                           |                           |                           |  |
|  |            |                      |                |                |        |                           |                           |                           |  |
|  |            |                      |                |                |        | Polonia                   | Polonia                   | 3                         |  |
|  |            |                      |                |                |        | Polonia                   | Polonia                   | 3                         |  |
|  |            |                      |                |                |        | Francia                   | Francia                   | 2                         |  |

#### Semifinali
| Arbitro: | Cardellino |

|  |           |                |
|  | Marcatori | 22’, 73’ Rossi |

| Arbitro: | Corver |

|                                                        |                      |                                             |
| Littbarski 17’ Rummenigge 102’ Fischer 108’            | Marcatori            | 27’ (rig.) Platini 92’ Trésor 98’ Giresse   |
| Kaltz Breitner Stielike Littbarski Rummenigge Hrubesch | Tiri di rigore 5 – 4 | Giresse Amoros Rocheteau Six Platini Bossis |

#### Finale per il terzo posto
| Arbitro: | Garrido |

|                                         |           |                        |
| Szarmach 40’ Majewski 44’ Kupcewicz 46’ | Marcatori | 13’ Girard 72’ Couriol |

#### Finale
| Arbitro: | Coelho |

|                                      |           |              |
| Rossi 57’ Tardelli 69’ Altobelli 81’ | Marcatori | 83’ Breitner |

## Statistiche

### Classifica marcatori
6 reti
- Paolo Rossi

5 reti
- Karl-Heinz Rummenigge

4 reti
- Zico
- Zbigniew Boniek

3 reti
- Falcão
- Gerry Armstrong
- László Kiss
- Alain Giresse

2 reti
- Salah Assad
- Daniel Bertoni
- Diego Armando Maradona
- Daniel Passarella
- Walter Schachner
- Antonín Panenka

- Éder
- Serginho
- Sócrates
- Michel Platini
- Dominique Rocheteau
- Didier Six

- Bernard Genghini
- Klaus Fischer
- Pierre Littbarski
- Trevor Francis
- Bryan Robson
- Billy Hamilton

- Marco Tardelli
- John Wark
- László Fazekas
- Tibor Nyilasi
- Gábor Pölöskei

1 rete
- Lakhdar Belloumi
- Tedj Bensaoula
- Rabah Madjer
- Osvaldo Ardiles
- Ramón Díaz
- Reinhold Hintermaier
- Hans Krankl
- Bruno Pezzey
- Ludo Coeck
- Alexandre Czerniatynski
- Erwin Vandenbergh
- Júnior
- Oscar
- Grégoire M'Bida
- Juan Carlos Letelier
- Gustavo Moscoso
- Miguel Ángel Neira

- Luis Ramírez
- Maxime Bossis
- Alain Couriol
- René Girard
- Gérard Soler
- Marius Trésor
- Paul Breitner
- Horst Hrubesch
- Uwe Reinders
- Antonio Laing
- Héctor Zelaya
- Paul Mariner
- Alessandro Altobelli
- Antonio Cabrini
- Bruno Conti
- Francesco Graziani
- Ivan Gudelj

- Vladimir Petrović
- Abdullah Al-Buloushi
- Faisal Al-Dakhil
- Steve Sumner
- Steve Wooddin
- Rubén Toribio Díaz
- Guillermo La Rosa
- Andrzej Buncol
- Włodzimierz Ciołek
- Janusz Kupcewicz
- Grzegorz Lato
- Stefan Majewski
- Włodzimierz Smolarek
- Andrzej Szarmach
- Steve Archibald
- Kenny Dalglish
- Joe Jordan

- David Narey
- John Robertson
- Graeme Souness
- Juanito
- Roberto López Ufarte
- Enrique Saura
- Jesús María Zamora
- Lázár Szentes
- József Tóth
- József Varga
- Andrej Bal
- Sergej Baltača
- Oleh Blochin
- Aleksandr Čivadze
- Jurij Gavrilov
- Xoren Hovhannisyan
- Ramaz Šengelija

Autoreti
- Jozef Barmoš (1, pro  Inghilterra)

### Record
- Gol più veloce: Bryan Robson (Inghilterra-Francia, prima fase a gironi, 16 giugno) (1º minuto)
- Gol più tardivo: Klaus Fischer (Francia-Germania Ovest, semifinali, 8 luglio, 108º minuto)
- Primo gol: Erwin Vandenbergh (Argentina-Belgio, partita inaugurale, prima fase a gironi, 13 giugno, 62º minuto)
- Ultimo gol: Paul Breitner (Italia-Germania Ovest, finale, 11 luglio, 83º minuto)
- Miglior attacco: Francia (16 reti segnate)
- Peggior attacco: Camerun ed El Salvador (1 rete segnata)
- Miglior difesa: Camerun e Inghilterra (1 rete subita)
- Peggior difesa: El Salvador (13 reti subite)
- Miglior differenza reti nella prima fase a gironi: Brasile (+8)
- Miglior differenza reti in tutto il torneo: Brasile (+9)
- Partita con il maggior numero di gol: Ungheria-El Salvador 10-1 (prima fase a gironi, 15 giugno, 11 gol)
- Partita con il maggior scarto di gol: Ungheria-El Salvador 10-1 (prima fase a gironi, 15 giugno, 9 gol di scarto)

## Premi
| [ 7 ]   | Miglior marcatore (Scarpa d'oro) | Miglior giocatore (Pallone d'oro) | Miglior giovane | Premio FIFA Fair Play |
| ------- | -------------------------------- | --------------------------------- | --------------- | --------------------- |
| Oro     | Paolo Rossi (6)                  | Paolo Rossi                       | Manuel Amoros   | Brasile               |
| Argento | Non assegnato                    | Falcão                            | Non assegnato   | Non assegnato         |
| Bronzo  | Non assegnato                    | Karl-Heinz Rummenigge             | Non assegnato   | Non assegnato         |

### All-Star Team[8]
| Portiere  | Difensori                                        | Centrocampisti                             | Attaccanti                        |
| --------- | ------------------------------------------------ | ------------------------------------------ | --------------------------------- |
| Dino Zoff | Luizinho Júnior Claudio Gentile Fulvio Collovati | Zbigniew Boniek Falcão Michel Platini Zico | Paolo Rossi Karl-Heinz Rummenigge |

## La squadra vincitrice
L'Italia campione del mondo nel 1982.
| Italia                            | Italia               | Italia       |
| Numero                            | Giocatore            | Squadra 1982 |
| Portieri                          | Portieri             | Portieri     |
| --------------------------------- | -------------------- | ------------ |
| 1                                 | Dino Zoff            | Juventus     |
| 12                                | Ivano Bordon         | Inter        |
| 22                                | Giovanni Galli       | Fiorentina   |
| Difensori                         |                      |              |
| 2                                 | Franco Baresi        | Milan        |
| 3                                 | Giuseppe Bergomi     | Inter        |
| 4                                 | Antonio Cabrini      | Juventus     |
| 5                                 | Fulvio Collovati     | Milan        |
| 6                                 | Claudio Gentile      | Juventus     |
| 7                                 | Gaetano Scirea       | Juventus     |
| 8                                 | Pietro Vierchowod    | Fiorentina   |
| Centrocampisti                    |                      |              |
| 9                                 | Giancarlo Antognoni  | Fiorentina   |
| 10                                | Giuseppe Dossena     | Torino       |
| 11                                | Giampiero Marini     | Inter        |
| 13                                | Gabriele Oriali      | Inter        |
| 14                                | Marco Tardelli       | Juventus     |
| 15                                | Franco Causio        | Udinese      |
| 16                                | Bruno Conti          | Roma         |
| 17                                | Daniele Massaro      | Fiorentina   |
| Attaccanti                        |                      |              |
| 18                                | Alessandro Altobelli | Inter        |
| 19                                | Francesco Graziani   | Fiorentina   |
| 20                                | Paolo Rossi          | Juventus     |
| 21                                | Franco Selvaggi      | Cagliari     |
| Commissario tecnico: Enzo Bearzot |                      |              |

### Videografia
- Federico Ferri, Federico Buffa, Storie Mondiali: Italia Mundial (1982), Sky Sport, 2014.